# Erythrolamprus ocellatus
Erythrolamprus ocellatus är en ormart som beskrevs av Peters 1869. Erythrolamprus ocellatus ingår i släktet Erythrolamprus och familjen snokar. Inga underarter finns listade i Catalogue of Life.
Arten är endemisk för Tobago. Honor lägger ägg.